# Langston Hughes

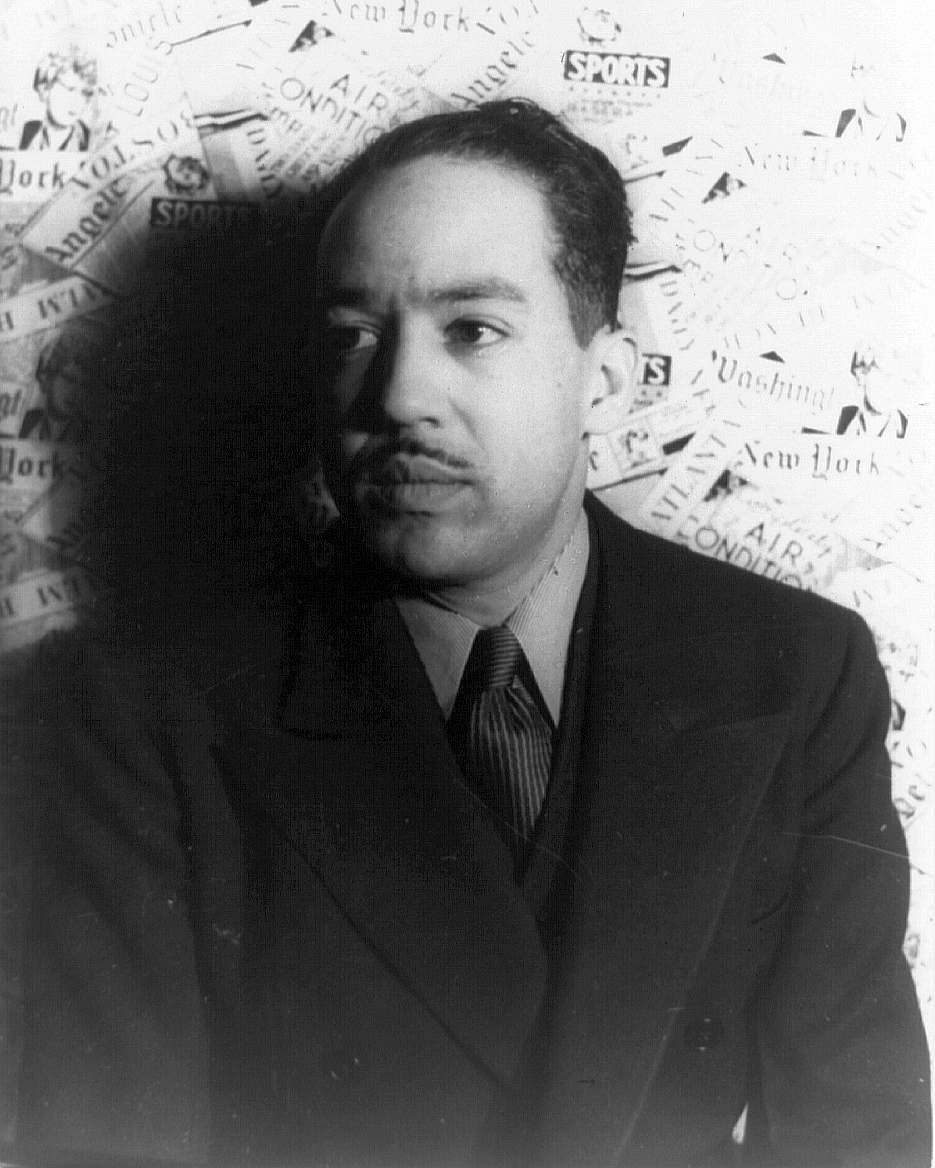
Hughes, fotografiert von Carl Van Vechten im Jahr 1936

James Mercer Langston Hughes (* 1. Februar 1902? in Joplin, Missouri; † 22. Mai 1967 in New York) war ein Dichter und US-amerikanischer Schriftsteller der afroamerikanischen Künstlerbewegung Harlem Renaissance. Sein Gedicht I, Too, Sing America wurde zu einer Ikone der Bürgerrechtsbewegung.
Hughes war „unfortunately“ (dt. „unglücklicherweise“), wie er selbst sagte, nicht schwarz, sondern relativ hellhäutig. Unter seinen weißen Vorfahren befanden sich neben zahlreichen anderen der englische Dichter Francis Quarles (1592–1644), ein jüdischer Sklavenhändler sowie ein französischer Kaufmann. Hughes’ schwarze Vorfahren waren Sklaven, die sich mit Indianern aus dem Stamm der Irokesen vermischt hatten.

## Leben

### 1902–1929
Hughes, dessen Eltern sich scheiden ließen, als er noch sehr klein war, wuchs bei seiner Großmutter auf. Im Alter von 13 Jahren zog er zu seiner Mutter, erst nach Lincoln (Illinois), schließlich nach Cleveland (Ohio). Bereits während seiner Schulausbildung begann Hughes Gedichte zu schreiben. Nach dem Schulabschluss, 1920, zog er für ein Jahr zu seinem Vater nach Mexiko-Stadt. Hughes’ Vater, ein recht eigenwilliger Mensch, wollte sich bei seinen geschäftlichen Aktivitäten nicht durch Rassentrennung bzw. Rassismus und Diskriminierung in den Vereinigten Staaten behindern lassen und war deshalb kurz nach der Geburt von Hughes nach Mexiko gezogen, wo er anschließend als angesehener Kaufmann lebte.
In der Beziehung zwischen Hughes und seinem Vater herrschte allerdings wenig Einvernehmen. Hughes’ Vater, der sehr ehrgeizig war, kam es vor allem darauf an, dass sein Sohn Karriere machte. Auch um der Nähe seines Vaters zu entkommen, willigte Hughes in ein Studium ein und schrieb sich 1921 an der Columbia University im Fach Ingenieurwissenschaften ein, brach das Studium jedoch 1922 ab. Danach reiste er nach Afrika und schließlich nach Frankreich, wo er zeitweise als Tellerwäscher in dem Club Le Grand Duc in Paris auf dem Montmartre arbeitete.
Zurück in den USA jobbte er und versuchte gleichzeitig, Gedichte zu veröffentlichen. So nutzte er beispielsweise während einer Tätigkeit als bus-boy (dt. Hilfskellner) die Gelegenheit eines Restaurantbesuches des avantgardistischen Dichters Vachel Lindsay (1879–1931) dazu, diesem drei seiner Gedichte unter die Speisekarte zu schieben, die Lindsay sogleich als die Gedichte eines neu entdeckten schwarzen Bus-Boy-Dichters veröffentlichen ließ. Im künstlerischen Salon von Georgia Douglas Johnson in Washington lernte er den Maler und Schriftsteller Richard Bruce Nugent kennen, mit dem ihn von der ersten Minute an eine intensive Freundschaft verband.
Durch einen Kontakt mit Carl Van Vechten fand Hughes schließlich einen Verleger. 1925 gewann er den Lyrikpreis der Zeitschrift Opportunity. Sein erster Gedichtband The Weary Blues erschien 1926. In diesem Jahr nahm Hughes ein Studium am afroamerikanischen College der Lincoln University (Pennsylvania) auf. Seine Gedichte, die von Blues und Jazz beeinflusst waren, kamen zu dieser Zeit durch die Harlem Renaissance zu einiger Berühmtheit. Im November 1926 erschien sein Gedicht Lift Boy im Fire!!-Magazin, an dem sich Hughes maßgeblich beteiligte und durch das er sich, nach dessen finanziellem Misserfolg, verschuldete und jede Einnahme der nächsten Jahre in die Tilgung der Schuld stecken musste.
Des Weiteren erschienen seine Werke auch in der Zeitschrift The Crisis neben Werken weiterer Vertreter der Harlem Renaissance wie  Claude McKay, Jean Toomer, Nella Larsen, Georgia Douglas Johnson, Countee Cullen, George Schuyler sowie Anne Spencer.

### 1930–1945
1930 erschien sein erster Roman Not Without Laughter und gewann die Harmon Goldmedaille für Literatur. Anfang der 1930er Jahre besuchte Hughes den amerikanischen Süden. 1932 bereiste er die Sowjetunion (in Aşgabat, der Hauptstadt Turkmenistans, kam es zu einer zufälligen Begegnung mit Arthur Koestler, die dieser in seinen Lebenserinnerungen Als Zeuge der Zeit geschildert hat) und pries in der Folge die Errungenschaften des Sozialismus. Ab 1939 veröffentlichte er eine Reihe von Theaterstücken.
Während des Zweiten Weltkriegs setzte sich Hughes für die Sache der Alliierten ein, betonte dabei jedoch stets, dass dem Sieg im Ausland der Sieg im Inneren, das heißt die Beseitigung der Rassentrennung folgen müsse. Nach dem Krieg arbeitete er unter anderem mit Kurt Weill am Broadway und mit William Grant Still und schuf mit Street Scene eine der ersten afroamerikanischen Opern.

### 1946–1967
In den 1950er Jahren wurde Hughes während des Kalten Kriegs eines der Opfer der anti-kommunistischen Verfolgungen des Senators Joseph McCarthy. Einerseits distanzierte er sich nun von seinen früheren Anschauungen, andererseits versuchte er seine humanistische Vision aufrechtzuerhalten. Dies führte jedoch nur dazu, dass er sowohl von Konservativen abgelehnt wie auch von einstigen politischen Weggefährten verachtet wurde. 1961 wurde Hughes in die American Academy of Arts and Letters und 1964 in die American Academy of Arts and Sciences gewählt.
Bis zu seinem Tod veröffentlichte Hughes zahlreiche weitere Bücher, darunter Gedicht- und Erzählbände, aber auch historische Werke, Bücher über Schwarze Musik, Jugend- und Kinderbücher sowie autobiografische Schriften. Seine Asche wurde nahe dem Arthur Schomburg Center for Research in Black Culture verstreut.

## Werke

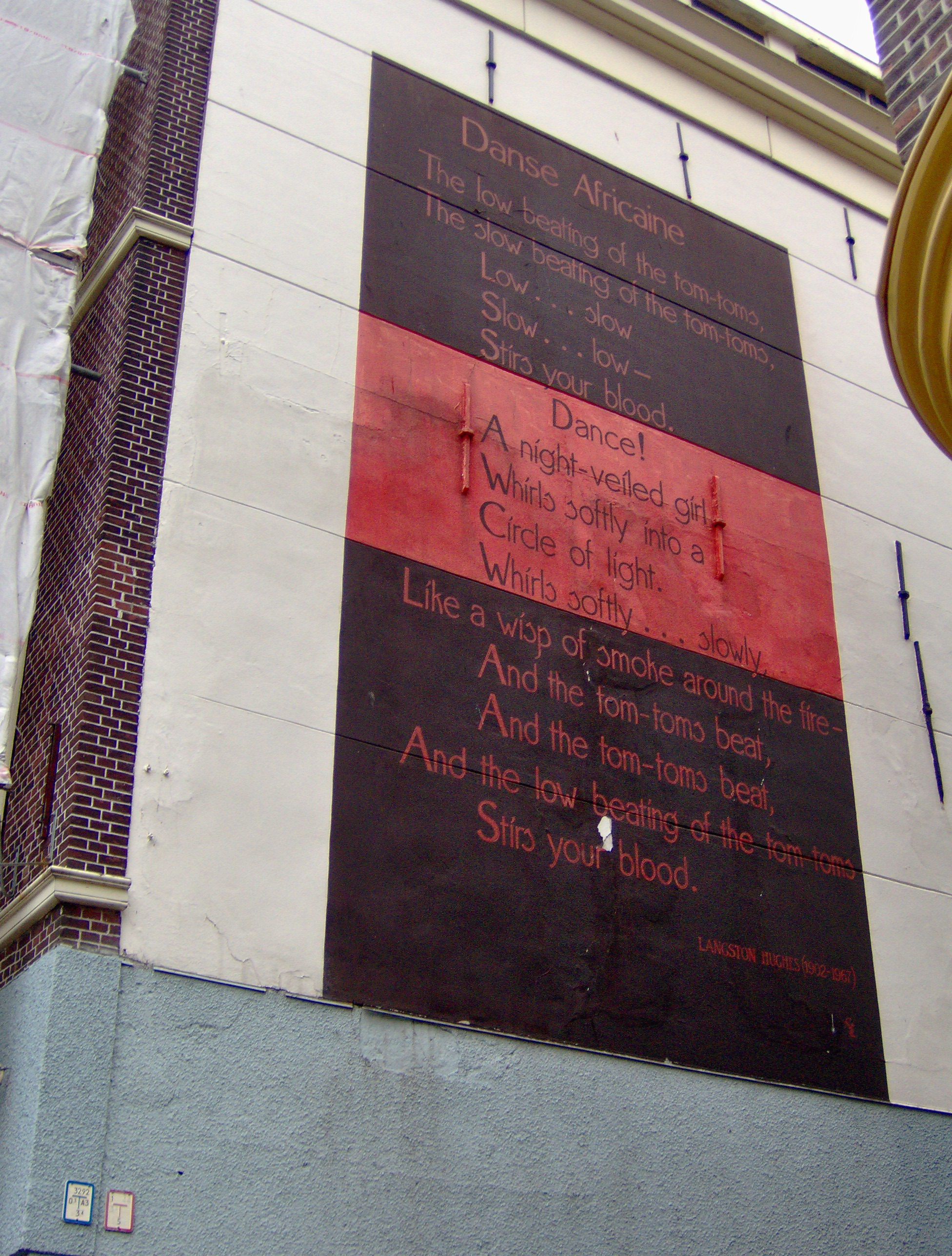
Danse Africaine in Leiden

### Gedichte
- Mother to Son (1923 verfasst)
- I, too, sing America, 1926
- The Weary Blues, 1926
- Fine Clothes to the Jew, 1927
- Dear Lovely Death, 1931
- The Dream Keeper and Other Poems, 1932
- Scottsboro Limited, 1932
- Ballad of the Landlord, 1937
- Shakespeare in Harlem, 1942
- Freedom’s Plow, 1943
- Fields of Wonder, 1947
- One-Way Ticket, 1949
- Montage of a Dream Deferred, 1951
- Theme for English B, 1951
- Ask Your Mama: 12 Moods for Jazz, 1961
- The Panther and the Lash: Poems of Our Times, 1967
- Dreams, (Erscheinungstermin unbekannt)
- As I Grew Older, (Erscheinungstermin unbekannt)
- Let America be America again, (Erscheinungstermin unbekannt)
- Merry-Go-Round, 2002
- Life is fine

### Prosa
- Not Without Laughter, 1930
- The Ways of White Folks, 1934
- The Big Sea, 1940

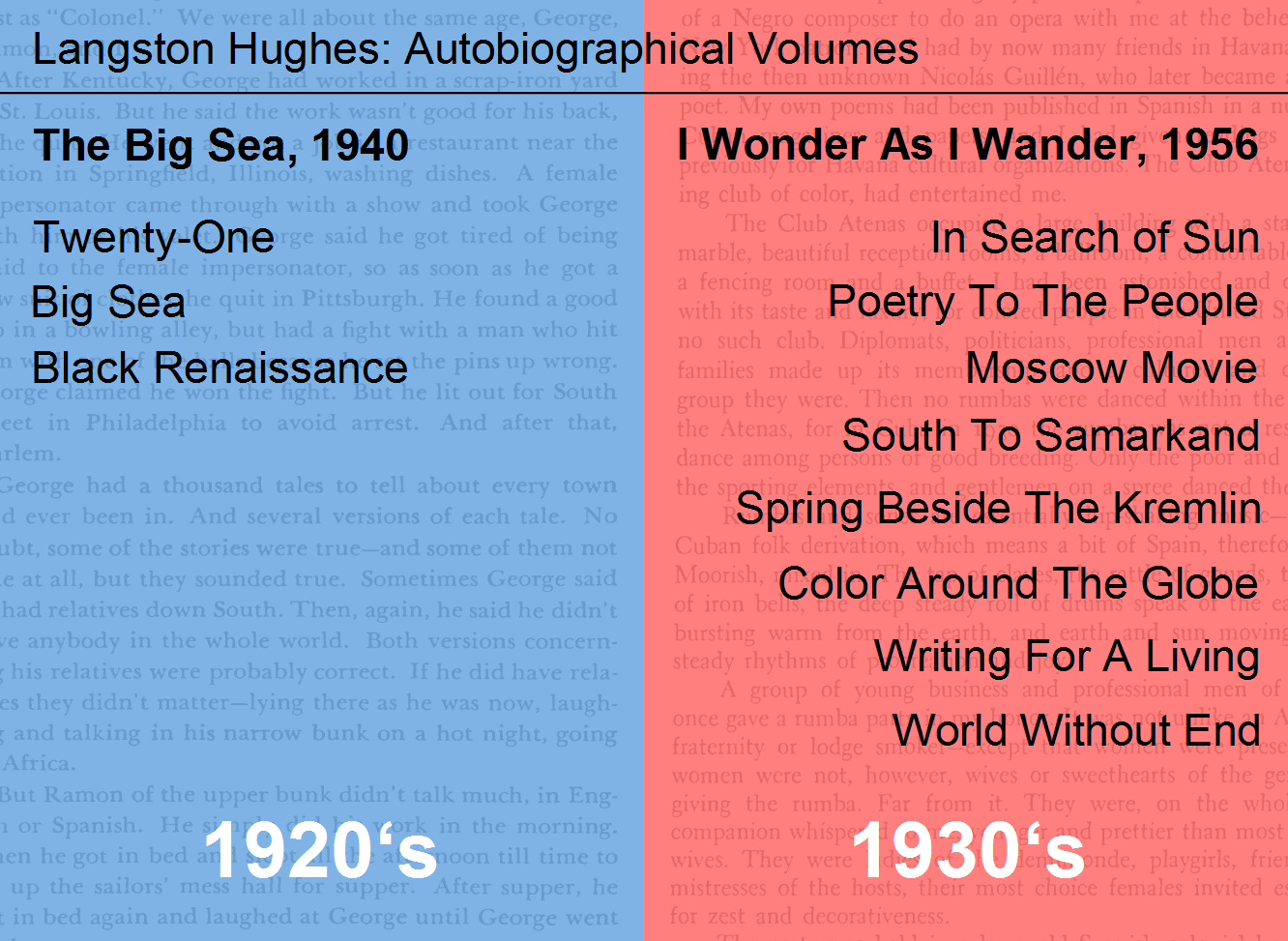
Langston Hughes’ autobiographische Bände im Überblick

- Simple Speaks His Mind, 1950, Simple spricht sich aus, 2009 Milena Verlag
- Laughing to Keep From Crying, 1952
- Simple Takes a Wife, 1953
- Sweet Flypaper of Life, 1955; mit Fotografien von Roy DeCarava
- I Wonder as I Wander, 1956
- Simple Stakes a Claim, 1957
- Tambourines to Glory, 1958
- Something in Common and Other Stories, 1963
  - Early Autumn, 1963 (Erstveröffentlichung 1950)
- Simple’s Uncle Sam, 1965
- Thank you, Ma'm, 1965

### Theater
- Mule Bone, 1930, mit Zora Neale Hurston
- Little Ham, 1935
- Mulatto, 1935
- Soul Gone Home, 1937
- Don’t You Want to Be Free?, 1938
- Simply Heavenly, 1957
- Black Nativity, 1960.

### Deutsche Übertragungen
- Langston Hughes mit Fotografien von Roy DeCarava: Harlem Story. The Sweet Flypaper of Life/Der süße Leim des Lebens; übersetzt von Paridam von dem Knesebeck: Edition Langewiesche-Brandt, Ebenhausen bei München 1956.
- Hanna Meuter: Amerika singe auch ich. Zweisprachig. Hg. und Übers. zus. mit Paul Therstappen. Wolfgang Jess, Dresden 1932. Mit Kurzbiographien. Reihe: Der neue Neger. Die Stimme des erwachenden  Afro-Amerika. Band 1; Neuausgabe ebd. 1959. S. 86–91 und Einl.
- Eva Hesse, Paridam von dem  Knesebeck (Hrsg.): Langston Hughes, gedichte.  Langewiesche-Brandt, Ebenhausen bei  München 1960. Autorisierte Übertragungen von Eva Hesse.
- Langston Hughes, Poesiealbum, Nr. 40, Verlag Neues Leben, Berlin 1971. Übersetzer: Stephan Hermlin, Eva Hesse.
- Langston Hughes, 1902–1967. Althea-Verlag, Zürich 2002. Übersetzer: Norman Elrod.

## Verfilmungen
- 1989: Looking for Langston von Isaac Julien
- 2000: Cora Unashamed

## Nachwirkung
- Zu Ehren des Dichters veranstaltet die City University of New York (CUNY) jährlich ein Langston-Hughes-Festival und verleiht seit 1978 die Langston-Hughes-Medaille. Zu den Preisträgern gehören Alice Walker (1988) und Wole Soyinka (2000).[9][10]
- Unter dem Namen Busboys and Poets sind seit 2005 in und um die US-Hauptstadt Washington mehrere Lokale entstanden, die Restaurant, Buchhandlung und Kulturzentrum kombinieren. Hughes arbeitete zeitweise als Hilfskellner (engl. busboy).[11]

- In der Filmbiografie Bessie über die Bluessängerin Bessie Smith wird Hughes in einer Nebenrolle von Jeremie Harris dargestellt.[12]

## Sekundärliteratur
- Monika Plessner: Ich bin der dunklere Bruder · Die Literatur der schwarzen Amerikaner · Von den Spirituals bis zu James Baldwin. Fischer Verlag Frankfurt a. M. 1979, ISBN 3-596-26454-5, S. 204–223.